# Zaman (Russische band)
Zaman is een Russische muziekgroep, afkomstig uit de deelrepubliek Basjkirostan, die vooral volksmuziek maakt en speelt in de lokale taal: het Basjkiers.

## Ontstaan
De groep werd in december 2013 in Moskou opgericht door Muftah Radmor Radikoviç en bestaat steeds uit tien leden, alle afgestudeerden aan Russische muziekscholen en universiteiten.

## Muzikale carrière
De eerste publieke verschijning van Zaman was in 2014 tijdens Noroez. Ze traden toen op in het Luzhniki Palace of Sports in Moskou met hun Tygan er. Eind dat jaar mocht de groep Basjkirostan vertegenwoordigen op het Türkvizyonsongfestival 2014. Ze namen deel met het Basjkierse lied Kubair. De halve finale werd ruimschoots overleefd met een vierde plaats en zodoende mocht de groep ook aantreden in de finale. Uiteindelijk sloot de groep het festival af op een derde plaats. Dit was het beste resultaat voor Basjkirostan tot dan toe.
In augustus 2015 opende de leden van de groep een muziekschool voor kinderen in Moskou. Het doel van deze school is dat kinderen kunnen leren hoe ze traditionele instrumenten moeten bespelen. In oktober van datzelfde jaar werd de groep uitgekozen om deel te nemen aan de eerste editie van het festival Suns Europa, dat in Italië georganiseerd werd.

## Discografie

### Singles
- Tygan er (2014)
- Kubair (2014)
- Ai nura (2015)

2013: Diana Isjniazova · 
2014: Zaman · 
2020: Ziliya Bakhtiyeva